# Амфиполь
Амфи́поль (др.-греч. Ἀμφίπολις) — древнегреческий город на реке Стримон в Македонии.

## История

### Основание

План Амфиполя

В V веке до н. э. земли, на которых позднее был основан город, принадлежали фракийскому племени эдонов. В ходе греко-персидских войн афиняне под командованием Кимона захватили расположенную в устье Стримона персидскую крепость Эион, куда затем вывели свою колонию. Это место стало важным торговым пунктом и военно-морской базой, однако, оно зависело от торговли с районами, расположенными в глубине материка, а потому Афины продолжили колонизацию фракийских земель, продвигаясь вверх по течению реки. Первую попытку закрепиться в местности, где позднее был основан Амфиполис, и носившей название «Девять путей», афиняне предприняли в 460-х гг. до н. э., направив туда 10 тыс. колонистов из самих Афин и союзных городов, в основном, молодёжь, однако в сражении у Драбеска были наголову разбиты объединённым войском фракийцев, не желавших появления на своей земле греческой колонии.
В 437/436 до н. э., уже во времена Перикла, афинянам всё-таки удалось создать своё поселение, получившее название Амфиполис.

Место, где появился город — у «Девяти путей», переправы через Стримон, — прекрасно. Оно занимает часть невысокой горы на восточном берегу реки, в проходе, сразу после которого начинается её дельта. Тут Стримон описывает дугу вдоль подножья горы, тем самым обеспечивая городу отличную защиту, а также господство над самой рекой. К тому же подобное расположение дает контроль как над переправой через Стримон, так и над путями, идущими в нижнюю часть его бассейна.— 
Насколько известно, основание Амфиполиса прошло без сопротивления, а поскольку фракийцы ранее не разрешали грекам строить в этих местах большие города, остаётся загадкой, на какие уступки пришлось пойти афинянам, чтобы получить такое позволение. Также неизвестна реакция Македонии, при том, что по течению Стримона проходила её граница с фракийцами.
Город быстро разросся и приобрёл большое экономическое значение, так как через него вывозили древесину, заготовлявшуюся в окрестных горах, и необходимую афинянам для строительства кораблей; также среди прочих товаров, через Амфиполис шло золото и серебро с рудников Пангеона. Эион, напротив, пришёл в упадок, и остался лишь морской базой и портом Амфиполиса.

### Независимость
Во время Пелопоннесской войны в 424 до н. э. Амфиполис был осаждён спартанскими войсками Брасида. Фукидид, находившийся на Тасосе с небольшим отрядом, поспешил на помощь осаждённым, но не смог предотвратить сдачу города. Сам Фукидид укрепился в Эионе, который Брасид попытался взять штурмом при помощи флотилии речных судов, однако афиняне отстояли город. Тем не менее, Фукидид был обвинён в потере Амфиполиса и вынужден удалиться в изгнание.
В 422 до н. э. афиняне попытались вернуть город, направив туда армию под командованием Клеона, но отвоевать Амфиполис не удалось; в сражении, разыгравшемся под его стенами, были убиты и Брасид, и Клеон. По условиям Никиева мира Амфиполис, как и другие афинские колонии на севере, должен был вернуться под власть республики, однако город не пожелал расставаться с обретённой независимостью. Афины в свою очередь не оставляли своих претензий на владение Амфиполисом, следствием чего были частые политические конфликты.

### Македонское и римское время
В 357 до н. э. Амфиполис был захвачен царём Македонии Филиппом II, что привело к афино-македонской войне. Филипп основал в городе новый монетный двор, чеканивший статеры из золота Пангея. В Македонское время Амфиполис оставался важной морской базой, а также стал одной из важнейших станций на царской дороге через Восточную Македонию. Амфиполис сохранил большую часть своих местных демократических установлений, но в нём был размещён македонский гарнизон, и город стал административным центром Восточной Македонии (земли за Стримоном). Население осталось, в основном, греческим, но теперь стало включать в себя некоторое число знатных македонян и греков, получивших македонское подданство. Эта категория лиц обозначалась как «македоняне из Амфиполиса».
В римскую эпоху Амфиполис получил статус «свободного города». Согласно «Деяниям апостолов», по пути из Филипп в Фессалонику там останавливался апостол Павел.
Точно известно, что Амфиполис был в середине Эгнатиевой дороги, да и сегодня южнее города проходит современная автострада «Эгнатия».

### Упадок и гибель
Славянские нашествия и миграции, начавшиеся в конце VI века, постепенно привели к упадку города, вновь оказавшегося в окружении враждебных племён. Вероятно, жители покинули его в VIII веке в период общего упадка городской жизни на Западе и Востоке (последний известный епископ Амфиполиса, Андрей, участвовал в Пято-Шестом соборе 692). Население перебралось в Эион, который был восстановлен и под названием Хрисополя просуществовал до эпохи османского завоевания.

## Археологические находки
Постепенно греческие археологи извлекают Амфиполис из земли. Их раскопки открывают преуспевающий и красивый греческий город, с некоторыми македонскими чертами, нашедшими отражение, прежде всего, в ряде гробниц со сводчатыми камерами.— 

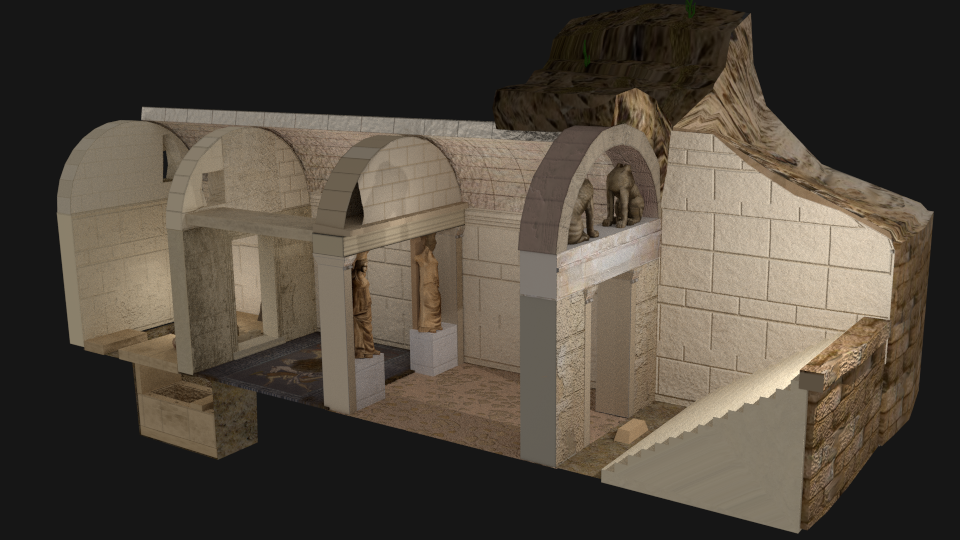
Гробница в Амфиполе

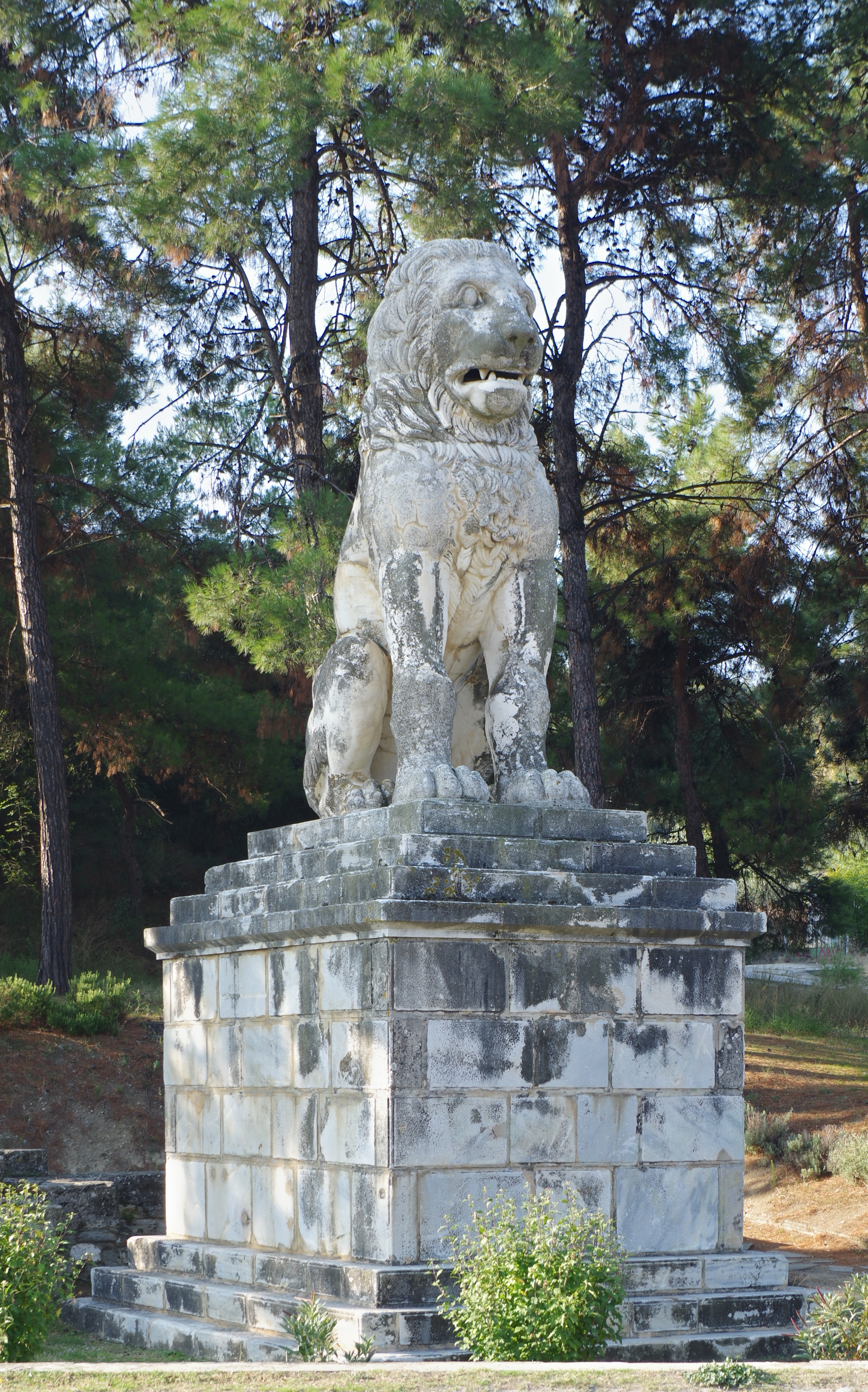
Мраморный лев из Амфиполиса

Во время раскопок здесь были обнаружены развалины античных сооружений. С 1995 года рядом с археологической площадкой функционирует Археологический музей Амфиполиса.
Наиболее значительным из найденных памятников считается мраморный лев из Амфиполиса — кенотаф, приписываемый Лаомедону, одному из полководцев Александра Македонского. Восстановленный американскими и французскими археологами в 1937 году, лев возвышается на правом, западном берегу реки Стримон — прямо напротив древнего города.
С 2012 года ведутся раскопки гробницы в Амфиполе.

## Перспективы
В перспективе Амфиполис может стать связующим звеном между бассейнами Средиземного и Чёрного морей. Существуют планы постройки современного морского порта на месте древней гавани. Туристы, желающие совершить круиз по Чёрному морю, смогут отправляться в путь именно отсюда. Сейчас такие корабли отплывают из Рима. Если начинать путешествие из Амфиполиса, время пути до Чёрного моря сокращается в 2 раза. Кроме этого, планируется открыть причалы для яхт и рыбацких шхун.